# الدحل (المخادر)

تعديل مصدري - تعديل

الدحل محلة تابعة لقرية المرقب، التابعة لعزلة الصفي بمديرية المخادر إحدى مديريات محافظة إب في الجمهورية اليمنية، بلغ تعداد سكانها 20 حسب تعداد اليمن لعام 2004.